# Sport Palace Budivelnyk (Tjerkasy)

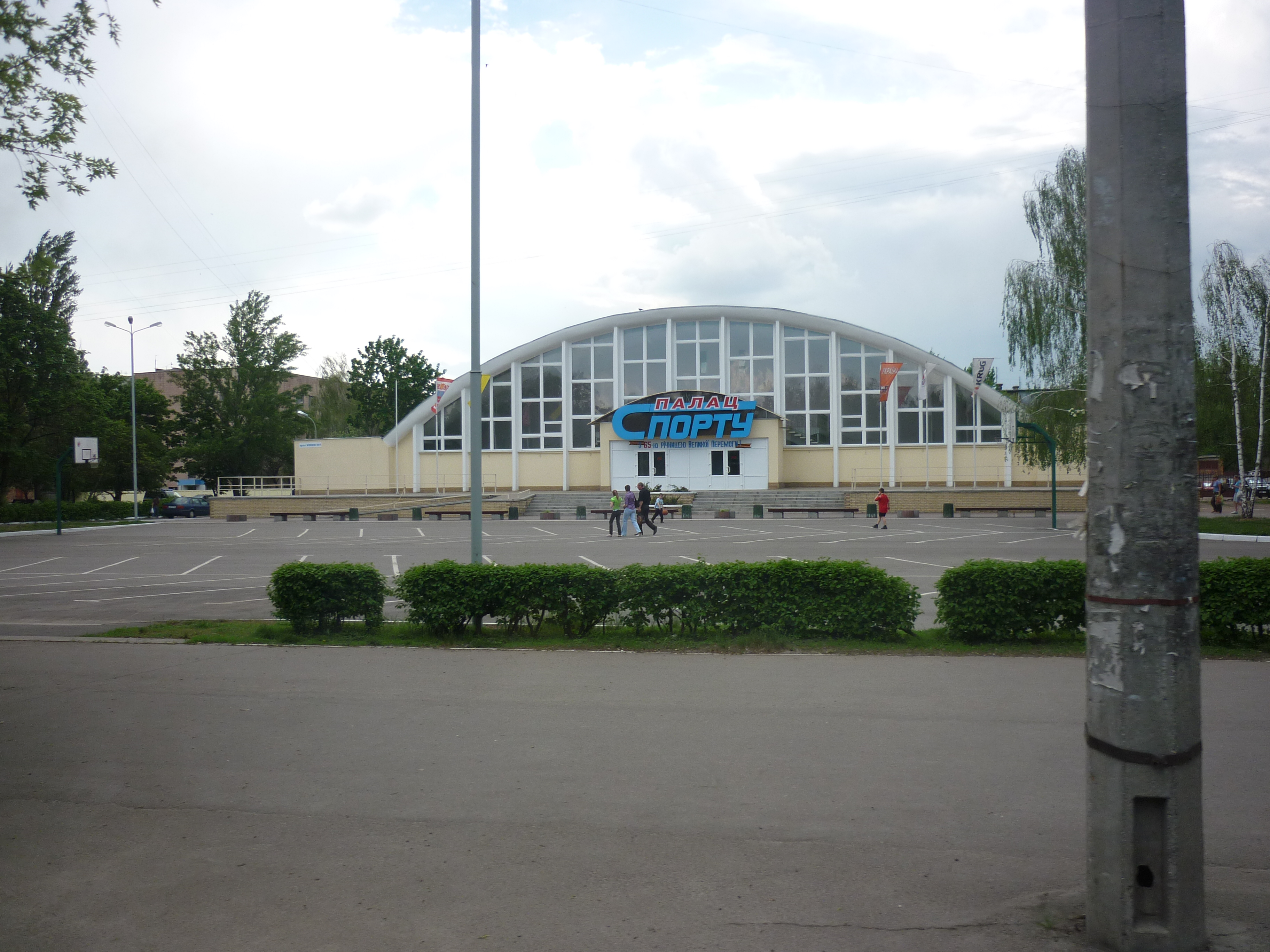
Sport Palace Budivelnyk är hemmaarena för alla Tjerkasys elitklubbar i basketboll och volleyboll

Sport Palace Budivelnyk är en idrottsarena i den ukrainske staden Tjerkasy. Arenan har en publikkapacitet på cirka 1500.
Arenan är hemmaarena för basketlaget  BK Tjerkasy Monkeys  (ukrainsk: "БК Черкаські Мавпи / Cherkassy Monkeys) som spelar i den ukrainska Superleague och som spelade i Europe Cup Challenge 2006/2007.
Arenan är också hemmaarena för volleybollklubbarna; Krug Tjerkasy och Zlatogor Zolotonosha Tjerkasy (kvinnor) samt Impexagro Sport Tjerkasy (män) som alla spelar i högsta ukrainska serien och deltager i Europa cuperne 2008/2009.

## Koordinater och adress
49°24′N 32°02′Ö / 49.400°N 32.033°Ö
Adress: 50/1 Khimikiv Av., 18028 Tjerkasy, Ukraina.

## Hemma klubbarnas webbplatser
- BK Tjerkasy Monkeys webbplats
- Krug Cherkassy:s webbplats[död länk]
- Zlatogor Zolotonosha Cherkassy:s webbplats
- Impexagro Sport Cherkasy:s webbplats